# Simon Ward
Simon Anthony Fox Ward (ur. 19 października 1941 w Beckenhamie, zm. 20 lipca 2012 w Londynie) – brytyjski aktor filmowy, teatralny i telewizyjny. Nominowany do nagrody Złotego Globu w kategorii „Najlepsza nowa gwiazda roku” i BAFTA dla najbardziej obiecującego nowicjusza w rolach filmowych. Absolwent londyńskiej Alleyn’s School i Royal Academy of Dramatic Art.

## Wybrana filmografia

### Filmy
- 1968: Jeżeli... (if...) jako uczeń
- 1969: Frankenstein musi zginąć (Frankenstein Must Be Destroyed) jako dr Karl Holst
- 1972: Młody Winston (Young Winston) jako Winston Churchill
- 1973: Hitler – ostatnie 10 dni (Gli ultimi 10 giorni di Hitler) jako kapitan Albert Hoffman
- 1973: Trzej muszkieterowie (The Three Musketeers) jako książę Buckingham
- 1974: Czterej muszkieterowie (The Four Musketeers) jako książę Buckingham
- 1974: Wszystkie stworzenia duże i małe (All Creatures Great and Small) jako James Herriot[6]
- 1984: Supergirl jako Zor-El
- 1989: W 80 dni dookoła świata (Around the World in 80 Days, TV) jako Flannigan
- 1992: Wichrowe Wzgórza (Wuthering Heights) jako pan Linton

### Seriale TV
- 2003–2007: Sędzia John Deed (Judge John Deed) jako Sir Monty Everard
- 2009–2010: Dynastia Tudorów (The Tudors) jako Stephen Gardiner